# 石拱門站
石拱門站（英語：Marble Arch tube station）是倫敦地鐵的一個車站，位於西敏市牛津街西端、公園徑北端。石拱門站是中央線蘭開斯特門站和龐德街之間的車站，位於倫敦軌道運輸第1收費區，站名來自位於入口西南側的大理石拱門。

## 歷史
本站於1900年7月30日開通時是中央倫敦鐵路首通段的中途站，原有的地面站房位於魁北克街和牛津街交界。與其他中央倫敦鐵路的車站一樣，本站啟用時就設有升降機來往月台。1930年代初，本站為了安裝扶手電梯而被重建。重建工程中，地面站房西邊地底興建了一座地下大堂，以取代地面站房。重建後的車站於1932年8月15日啟用，地面站房則被拆卸。
本站的月台通道壁原本鋪設了白色瓷磚，但於1985年被改為鋪設白色搪瓷板。

## 事件
2018年4月27日，一名90歲的老人於本站月台突然被一名並不認識的人推落路軌，導致他骨盆碎裂及頭部受傷。一名目擊者隨即從路軌救起該老人。是次事件已被閉路電視記錄下。兇手企圖謀殺罪成，並被判終身監禁。

## 接駁交通
倫敦巴士2、6、13、16、23、30、36、74、94、98、137、148、159、189、274、390和414號線均服務本站。

## 鄰近地標
- 大理石拱門
- 海德公園
- 牛津街
- 波特曼廣場

## 車站相片

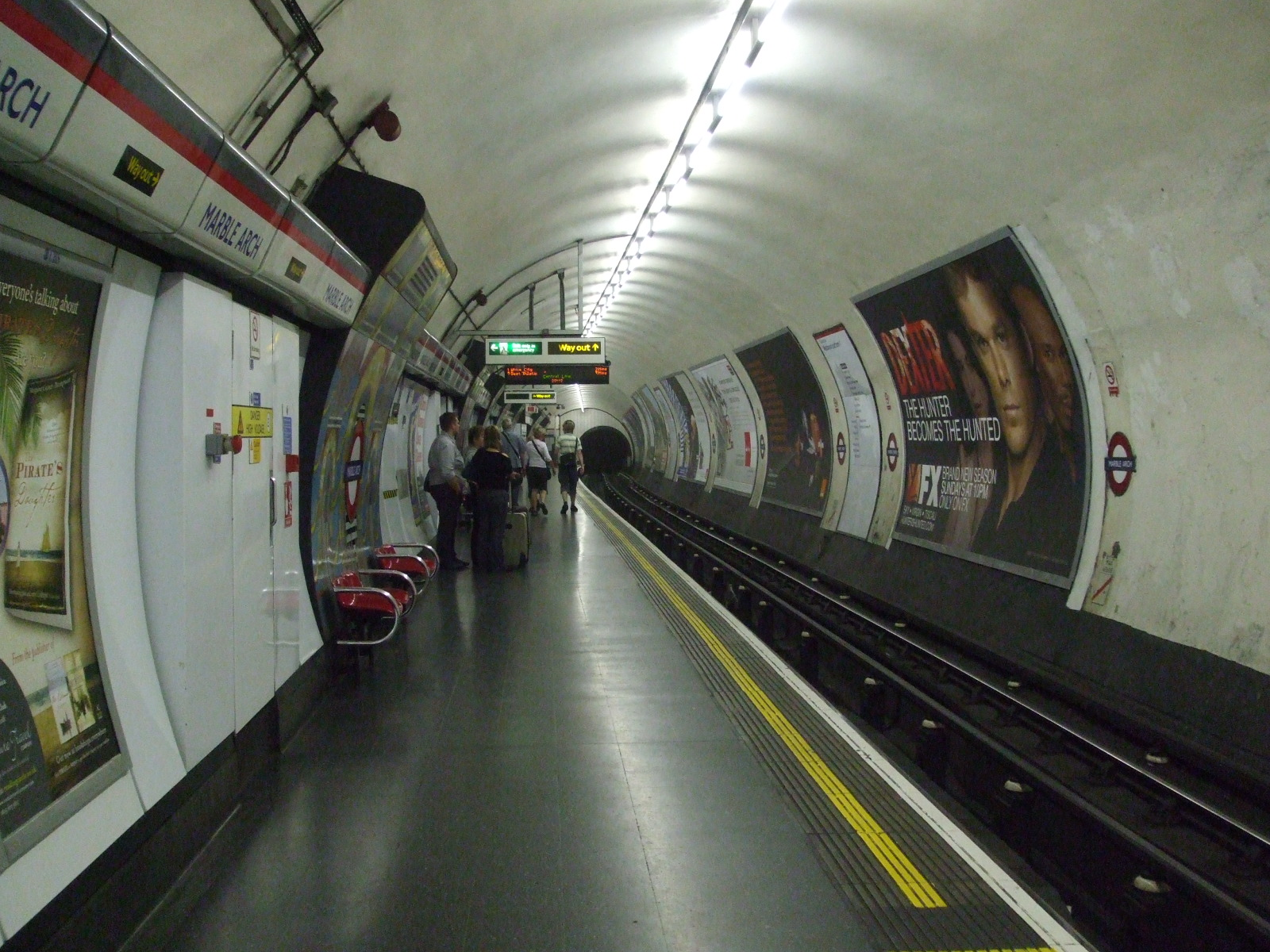
西行月台
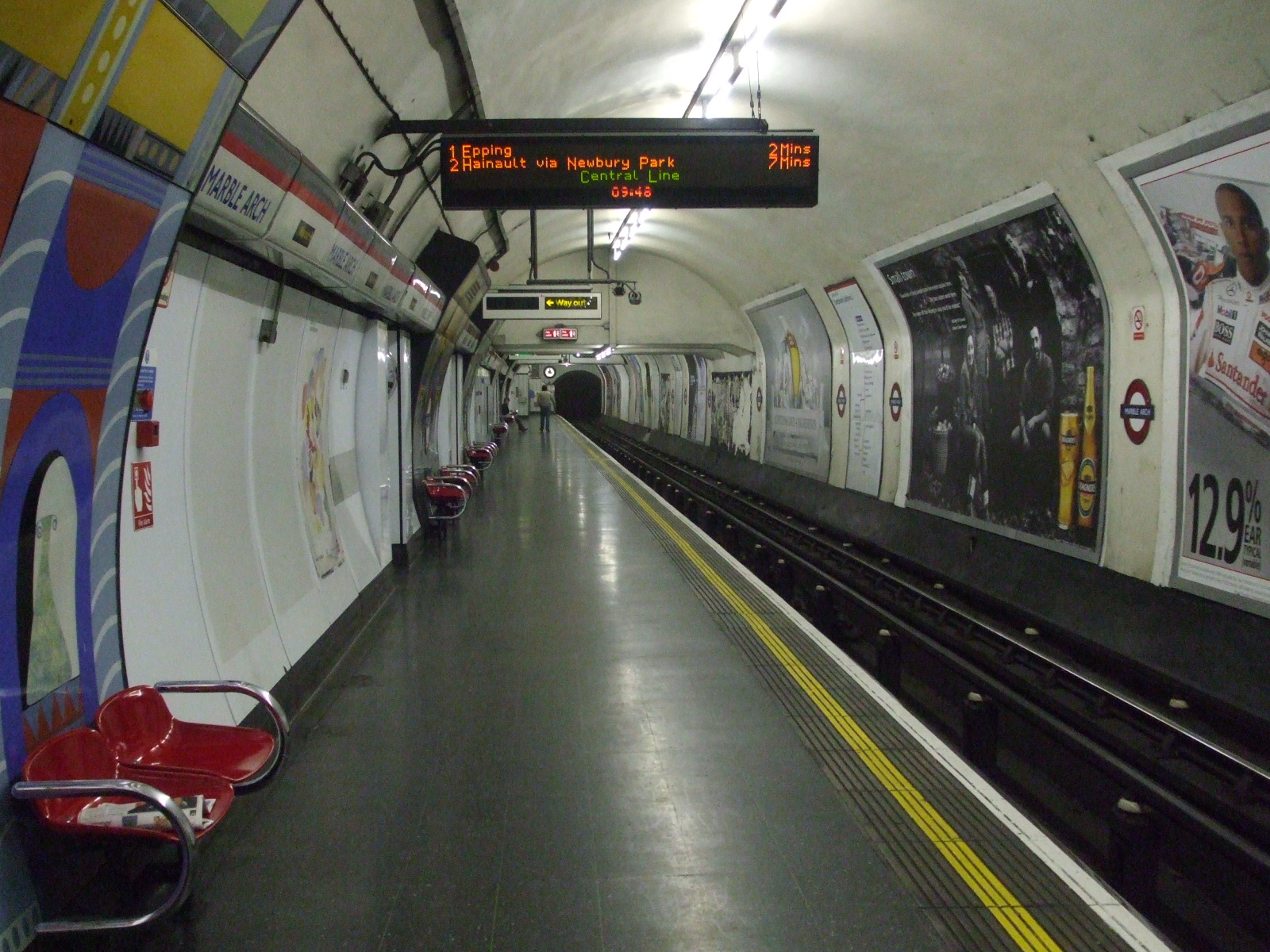
東行月台
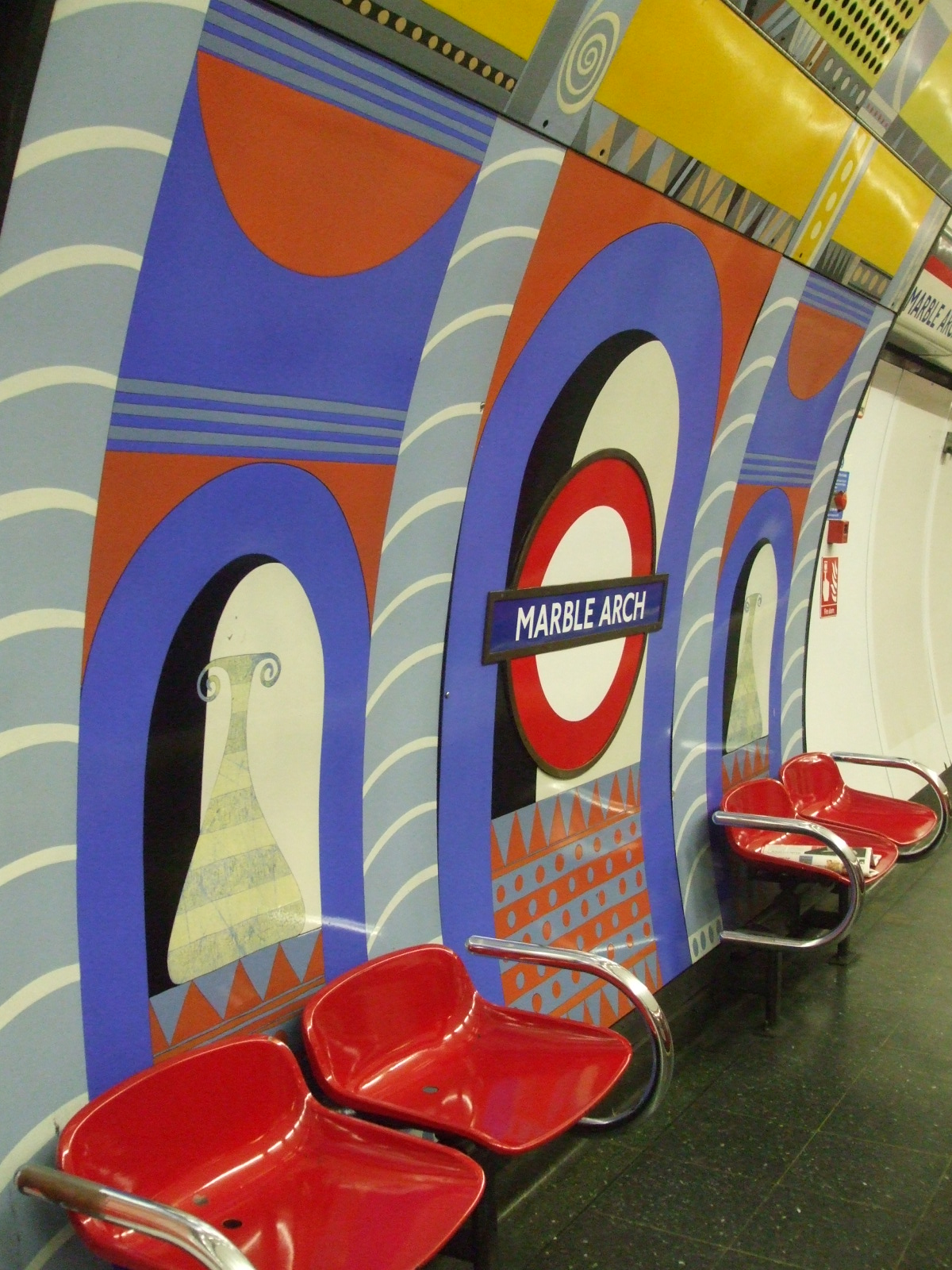
東行月台的裝飾
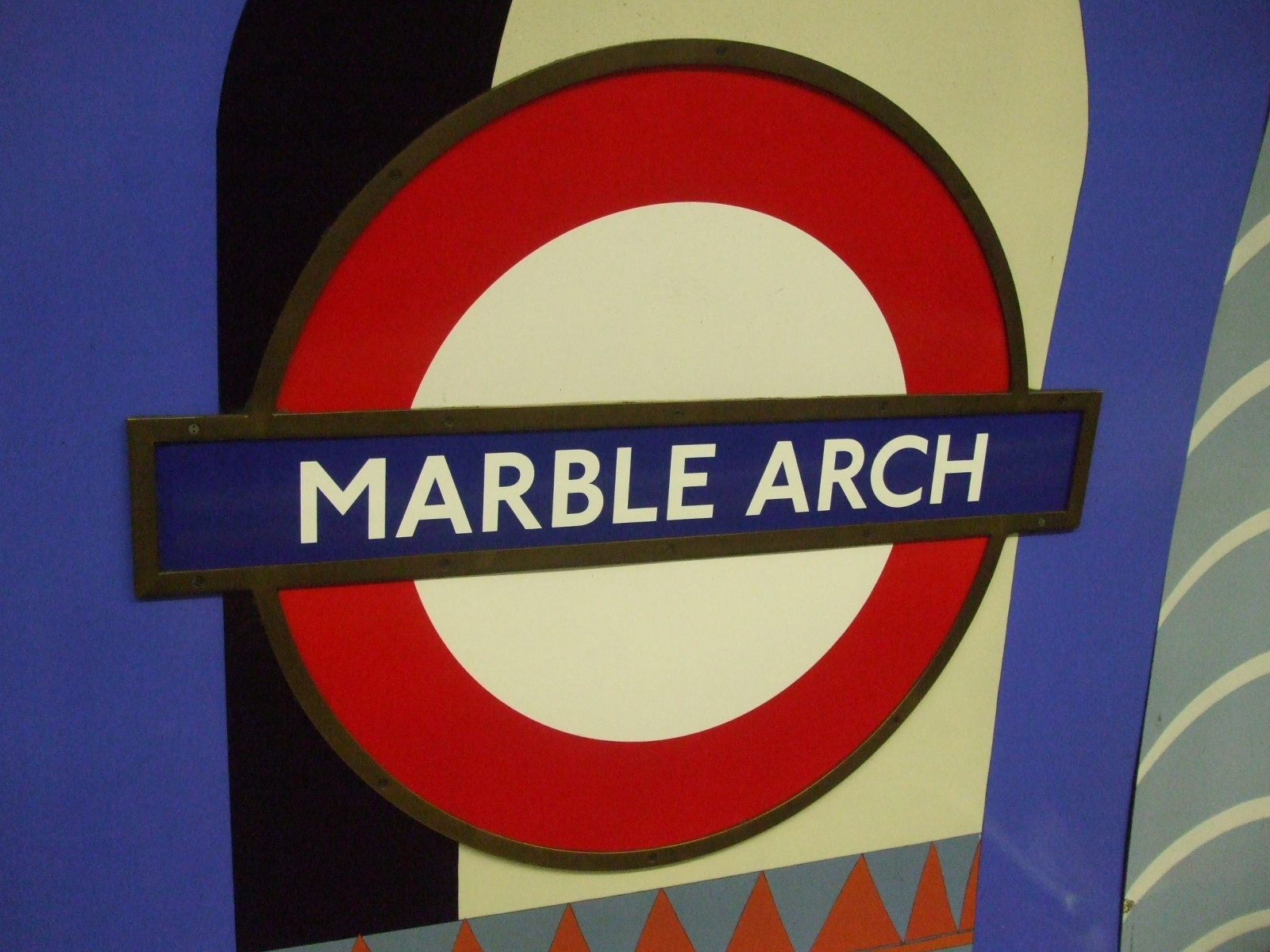
月台圓標
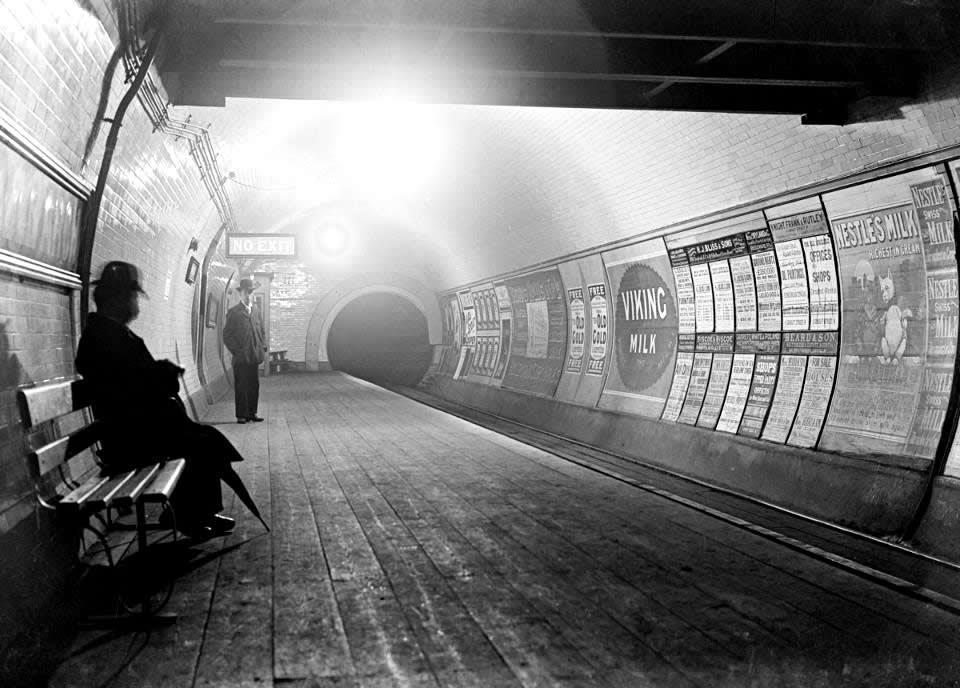
1900年時、啟用後不久的東行月台

## 外部連結
- London Transport Museum Photographic Archive （页面存档备份，存于）
  - Ticket hall with lift doors, 1924
  - Rebuilt ticket hall, 1932
- More photographs of this station （页面存档备份，存于）